# Lista över insjöar i Sverige med namn som slutar med -ungen
-ungen är efterled i namnet på följande 46 insjöar i Sverige som har Wikipedia-artikel:
- Lilla Alljungen, sjö i Karlskrona kommun och Blekinge 56°22′05″N 15°29′33″Ö / 56.36818°N 15.49245°Ö
- Olljungen, sjö i Karlskrona kommun och Blekinge 56°17′02″N 15°41′34″Ö / 56.28402°N 15.69271°Ö
- Stora Alljungen, sjö i Karlskrona kommun och Blekinge 56°22′50″N 15°30′45″Ö / 56.38054°N 15.51242°Ö
- Fungen, sjö i Eksjö kommun och Småland 57°36′33″N 15°28′21″Ö / 57.60907°N 15.47263°Ö
- Nedra Näckungen, sjö i Ydre kommun och Östergötland 57°51′03″N 15°08′21″Ö / 57.85090°N 15.13930°Ö
- Övra Näckungen, sjö i Ydre kommun och Östergötland 57°51′22″N 15°07′44″Ö / 57.85614°N 15.12893°Ö
- Lilla Hällungen, sjö i Stenungsunds kommun och Bohuslän 58°08′25″N 11°56′05″Ö / 58.14036°N 11.93473°Ö
- Gullungen, sjö i Färgelanda kommun och Dalsland 58°36′14″N 12°06′48″Ö / 58.60397°N 12.11341°Ö
- Kolungen, sjö i Melleruds kommun och Dalsland 58°42′24″N 12°22′58″Ö / 58.70676°N 12.38278°Ö
- Lilla Kolungen, sjö i Melleruds kommun och Dalsland 58°41′31″N 12°23′05″Ö / 58.69190°N 12.38475°Ö
- Djupungen, sjö i Nyköpings kommun och Södermanland 58°45′37″N 17°07′50″Ö / 58.76017°N 17.13068°Ö
- Magelungen, sjö i Huddinge kommun och Södermanland 59°13′57″N 18°05′30″Ö / 59.23256°N 18.09158°Ö
- Stora Gåslungen, sjö i Fagersta kommun och Västmanland 59°59′49″N 15°58′40″Ö / 59.99708°N 15.97788°Ö
- Ungen, sjö i Norbergs kommun och Västmanland 60°06′01″N 15°50′19″Ö / 60.10032°N 15.83856°Ö
- Rudungen, sjö i Norrtälje kommun och Uppland 59°46′43″N 18°27′43″Ö / 59.77848°N 18.46187°Ö
- Aplungen (Frykeruds socken, Värmland), sjö i Kils kommun och Värmland 59°33′51″N 13°10′34″Ö / 59.56417°N 13.17613°Ö
- Aplungen (Västra Ämterviks socken, Värmland), sjö i Sunne kommun och Värmland 59°43′45″N 13°05′24″Ö / 59.72910°N 13.08990°Ö
- Botungen, sjö i Säffle kommun och Värmland 59°21′06″N 12°43′23″Ö / 59.35154°N 12.72298°Ö
- Lill-Lungen, sjö i Storfors kommun och Värmland 59°33′34″N 14°12′56″Ö / 59.55947°N 14.21557°Ö
- Lilla Salungen, sjö i Arvika kommun och Värmland 59°49′37″N 12°45′06″Ö / 59.82694°N 12.75173°Ö
- Lungen, sjö i Filipstads kommun och Värmland 59°42′45″N 13°57′01″Ö / 59.71247°N 13.95028°Ö
- Norra Aplungen, sjö i Sunne kommun och Värmland 59°46′55″N 12°58′49″Ö / 59.78184°N 12.98016°Ö
- Stor-Lungen, sjö i Storfors kommun och Värmland 59°32′59″N 14°11′16″Ö / 59.54962°N 14.18791°Ö
- Stora Salungen, sjö i Arvika kommun och Värmland 59°48′11″N 12°45′37″Ö / 59.80315°N 12.76015°Ö
- Vadjungen, sjö i Eda kommun och Värmland 59°43′19″N 12°04′39″Ö / 59.72203°N 12.07756°Ö
- Vålungen, sjö i Säffle kommun och Värmland 59°16′07″N 12°35′47″Ö / 59.26871°N 12.59641°Ö
- Römungen (no Østre Rømungen), sjö i Rømskogs kommun (Norge) och i Årjängs kommun, Värmland 59°38′43″N 11°46′58″Ö / 59.64538°N 11.78288°Ö
- Amungen (Husby socken, Dalarna), sjö i Hedemora kommun och Dalarna 60°26′06″N 15°59′15″Ö / 60.43489°N 15.98744°Ö
- Amungen, sjö i Falu kommun och Dalarna 61°08′52″N 15°37′04″Ö / 61.14764°N 15.61774°Ö
- Balungen, sjö i Falu kommun och Dalarna 60°55′49″N 15°43′24″Ö / 60.93030°N 15.72322°Ö
- Skattungen, sjö i Orsa kommun och Dalarna 61°11′35″N 15°01′20″Ö / 61.19297°N 15.02225°Ö
- Iljungen, sjö i Bollnäs kommun och Hälsingland 61°26′10″N 16°39′20″Ö / 61.43624°N 16.65567°Ö
- Lill-Malungen, sjö i Nordanstigs kommun och Hälsingland 62°07′59″N 16°57′24″Ö / 62.13312°N 16.95672°Ö
- Lill-Öjungen, sjö i Ovanåkers kommun och Hälsingland 61°35′51″N 15°28′38″Ö / 61.59750°N 15.47713°Ö
- Lilla Öjungen, sjö i Bollnäs kommun och Hälsingland 61°13′18″N 16°08′18″Ö / 61.22176°N 16.13823°Ö
- Malungen, Hälsingland, sjö i Ljusdals kommun och Hälsingland 61°37′18″N 15°08′26″Ö / 61.62176°N 15.14056°Ö
- Nöungen, sjö i Ljusdals kommun och Hälsingland 61°34′26″N 15°25′07″Ö / 61.57392°N 15.41865°Ö
- Ranungen, sjö i Ljusdals kommun och Hälsingland 61°50′45″N 15°54′16″Ö / 61.84588°N 15.90437°Ö
- Stora Öjungen, sjö i Bollnäs kommun och Hälsingland 61°13′29″N 16°05′10″Ö / 61.22466°N 16.08615°Ö
- Storöjungen, sjö i Ovanåkers kommun och Hälsingland 61°34′44″N 15°34′07″Ö / 61.57884°N 15.56863°Ö
- Ullungen, sjö i Ovanåkers kommun och Hälsingland 61°23′29″N 15°48′49″Ö / 61.39141°N 15.81350°Ö
- Västra Hävlungen, sjö i Hudiksvalls kommun och Hälsingland 61°55′57″N 16°14′48″Ö / 61.93261°N 16.24666°Ö
- Öjungen, Bollnäs kommun, sjö i Bollnäs kommun och Hälsingland 61°26′44″N 16°34′36″Ö / 61.44559°N 16.57663°Ö
- Östra Hävlungen, sjö i Hudiksvalls kommun och Hälsingland 61°55′55″N 16°16′10″Ö / 61.93182°N 16.26950°Ö
- Brehungen, sjö i Bräcke kommun och Jämtland 62°39′00″N 15°05′24″Ö / 62.65001°N 15.09010°Ö
- Malungen, Medelpad, sjö i Sundsvalls kommun, Medelpad och i Nordanstigs kommun,  Hälsingland 62°09′32″N 16°57′10″Ö / 62.15899°N 16.95291°Ö